# Pierre Franco
Pierre Franco (ur. 1506 r. , zm. 1578 lub 1580 r.) – francuski chirurg, innowator w zakresie chirurgicznego leczenia przepuklin i usuwania kamieni nerkowych, pionier operacji plastycznych. 

## Życiorys
Choć całkowicie brak informacji na temat jego rodziny i pochodzenia, jego nazwisko wskazuje na włoskie pochodzenie. Urodził się w 1505 r. w wiosce Turriers w Górnej Prowansji, jednak niewiele wiadomo także o jego młodości. Zaczynał jako uczeń u osoby zajmującej się usuwaniem przepuklin, jednak nie uzyskał teoretycznych podstaw i przez całą karierę był uważany jedynie za rzemieślnika o niższym prestiżu niż zajmujący się chirurgią cyrulicy, jak Ambroise Paré. Około 1541 r. opuścił Francję, uciekając przed prześladowaniami religijnymi i od tamtej pory praktykował w Bernie i Lozannie, gdzie zezwolono mu na operowanie kamieni nerkowych, przepuklin i katarakt. Prawdopodobnie ze względu na przyjęcie kalwinizmu, zmuszony był opuścić miasto i w 1559 r. wrócił do Francji, po czym osiadł w Lyonie i Orange, wykorzystując krótką przerwę w niepokojach religijnych. W 1562 r. Orange zostało najechane przez siły katolickie, w związku z czym Franco zbiegł do Lozanny, gdzie zmarł w 1578 r. Jako data śmierci podawany jest również rok 1580 r.
Franco opublikował dwie prace: Petit traité comprenant une des principales parties de chirurgie laquelle les chirurgiens herniaires exercent (1556 r.) i Traité des hernies et autres excellentes parties de la chirurgie assavoir la pierre (1561 r.). Pierwsza z nich, to krótkie opracowanie poświęcone jego specjalizacji: m.in. przepuklinom i kataraktom. W drugiej pracy znacznie rozwinął i uszczegółowił swoje rozważania. Rozumiejąc znaczenie chirurgicznego leczenia przepuklin, studiował przypadki o różnym charakterze i jako pierwszy przeprowadził zabieg przepukliny uwięźniętej z zatrzymaniem krążenia i zgorzelą za pomocą stosowanej do dziś celiotomii. Franco odrzucił kastrację jako niepotrzebnie okaleczającą, ale uważaną za niezbędną przez większość średniowiecznych chirurgów. Wykazał, że przepukliny mogą być operowane bardzo łatwo, bez uciekania się do ucisku jądra i poprzez zachowanie przewodu nasiennego, co opisał szczegółowo w swoim dziele z 1561 roku. Prawdopodobnie jako pierwszy opisał także przepuklinę udową.
Franco ulepszył także i opisał w 1561 r. rozpropagowaną przez Mariano Santo technikę usuwania kamieni nerkowych Giovanniego di Romanisa, który opracował całkowicie nową metodę, zastępującą metodę stosowaną od czasów Celsusa. Również on jako pierwszy przeprowadził nacięcie nadłonowe, choć odradzał jego stosowanie. Franco zyskał sobie wpływy i poważanie jako chirurg, m.in. dzięki aktywnemu praktykowaniu zawodu i wykonywaniu zabiegów, które dla wielu chirurgów były zbyt niebezpieczne. Opracował m.in. pęsetę do kruszenia i wyciągania kamieni nerkowych oraz opisał szereg narzędzi do cewnikowania.
Jako jeden z pierwszych przeprowadzał operacje plastyczne w przypadkach zmian skórnych. Zaproponował operacyjne leczenie guzów twarzy, a także rekonstrukcję za pomocą nie tylko zszywania, ale i przeszczepu własnej skóry pacjenta.